# Vượn cáo chuột xám
Vượn cáo chuột xám (danh pháp hai phần: Microcebus murinus) là một loài vượn cáo chuột nhỏ, một loại động vật linh trưởng chỉ được tìm thấy trên đảo Madagascar. Trọng lượng từ 58-67 gram, nó là loài lớn nhất trong các loài vượn cáo chuột (chi Microcebus), một nhóm bao gồm các loài linh trưởng nhỏ nhất thế giới. Loài này được đặt tên như vậy là do kích thước và màu sắc của nó giống chuột nhắt và được biết đến tại địa phương (trong tiếng Malagasy) là tsidy, koitsiky, titilivaha, pondiky, và vakiandry. Gần như không thể phân biệt với nhau bởi bề ngoài, vượn cáo chuột màu xám và tất cả các loài vượn cáo chuột khác trong chi đã được coi là loài bí ẩn. Vì lý do này, vượn cáo chuột màu xám được coi là loài vượn cáo chuột duy nhất trong nhiều thập kỷ cho đến khi các nghiên cứu gần đây đã bắt đầu để phân biệt giữa các loài.
Giống như tất cả các loài vượn cáo chuột khác, loài này hoạt động về đêm và sinh sống trên cây. Nó là hoạt động rất tích cực, và mặc dù nó tìm kiếm thức ăn một mình, nhóm gồm các con đực và cái sẽ hình thành các nhóm ngủ và chia sẻ lỗ cây vào ban ngày. Nó biểu hiện một hình thức của thái ngủ mê trong suốt những tháng mùa đông lạnh và khô ráo, và trong một số trường hợp trải qua mùa ngủ mê theo mùa, đây là điều không bình thường đối với động vật linh trưởng. Vượn cáo chuột xám có thể được tìm thấy trong các loại rừng trên khắp miền tây và miền nam Madagascar. Chế độ ăn của nó bao gồm chủ yếu là trái cây, côn trùng, hoa và mật hoa. Trong hoang dã, động vật săn mồi tự nhiên săn bắt nó gồm có cú, rắn, và các động vật ăn thịt động vật có vú đặc hữu. Việc bị săn thịt tạo áp lực cho loài này cao hơn ở bất kỳ loài linh trưởng khác, với tỷ lệ bị săn bắt là 1/4 tổng số cá thể bị các loài săn thịt bắt mỗi năm. Điều này được cân đối lại tỷ lệ sinh sản cao. Sinh sản diễn ra theo mùa, và tiếng kêu có âm riêng biệt được sử dụng để ngăn chặn sự lai giống với các loài có phạm vi phân bố chồng lấn. Thời gian mang thai kéo dài khoảng 60 ngày, và thường mỗi lứa vượn cáo chuột xám mẹ đẻ hai con non. Các con thông thường sống độc lập sau hai tháng sau khi sinh và có thể sinh sản sau một năm. Vượn cáo chuột màu xám có tuổi thọ sinh sản năm năm, mặc dù các cá thể nuôi nhốt đã được ghi nhận có tuổi thọ lên đến 15 năm.